# Harmony (Town, Vernon County)
Die Town of Harmony ist eine von 21 Towns im Vernon County im US-amerikanischen Bundesstaat Wisconsin. Im Jahr 2010 hatte die Town of Harmony 755 Einwohner.
Town hat in Wisconsin eine grundlegend andere Bedeutung, als im übrigen englischsprachigen Bereich. Vielmehr entspricht sie den in den anderen US-Bundesstaaten üblichen Townships, die nach dem County die nächstkleinere Verwaltungseinheit bilden.

## Geografie
Die Town of Harmony liegt im Südwesten Wisconsins, rund 20 km nordöstlich des am Mississippi gelegenen Schnittpunktes der drei Bundesstaaten Wisconsin, Iowa und Minnesota.
Die Town of Harmony liegt in der Driftless Area genannten eiszeitlich geformten Region, die sich über das südöstliche Minnesota, das südwestliche Wisconsin, das nordöstliche Iowa und das äußerste nordwestliche Illinois erstreckt. Bei der letzten Eiszeit, der so genannten Wisconsin Glaciation, blieb die Region eisfrei, sodass sich die Flusstäler auch während dieser Zeit tiefer in das Plateau einschneiden konnten.
Die geografischen Koordinaten des Zentrums der Town of Harmony sind 43°35′02″ nördlicher Breite und 91°05′23″ westlicher Länge. Sie erstreckt sich über eine Fläche von 111,1 km². 
Die Town of Harmony liegt im Westen des Vernon County und grenzt an folgende Nachbartowns:
|                              | Town of Hamburg                             | Town of Coon      |
| Town of Bergen Town of Genoa | Kompassrose, die auf Nachbargemeinden zeigt | Town of Jefferson |
|                              | Town of Sterling                            |                   |

## Verkehr
Der Wisconsin State Highway 56 führt in West-Ost-Richtung durch den Süden der Town of Harmony. Durch den Norden der Town verläuft der County Highway O. Alle weiteren Straßen sind untergeordnete Landstraßen, teils unbefestigte Fahrwege sowie innerörtliche Verbindungsstraßen.
Die nächsten Flughäfen sind der La Crosse Regional Airport (rund 45 km nordnordwestlich), der Rochester International Airport in Rochester, Minnesota (rund 150 km westnordwestlich) und der Dane County Regional Airport in Wisconsins Hauptstadt Madison (rund 180 km ostsüdöstlich).

## Bevölkerung
Nach der Volkszählung im Jahr 2010 lebten in der Town of Harmony 755 Menschen in 266 Haushalten. Die Bevölkerungsdichte betrug 6,8 Einwohner pro Quadratkilometer. In den 266 Haushalten lebten statistisch je 2,84 Personen. 
Ethnisch betrachtet setzte sich die Bevölkerung zusammen aus 98,1 Prozent Weißen, 0,1 Prozent (eine Person) Afroamerikanern, 0,1 Prozent Asiaten sowie 0,1 Prozent aus anderen ethnischen Gruppen; 1,5 Prozent stammten von zwei oder mehr Ethnien ab. Unabhängig von der ethnischen Zugehörigkeit waren 1,5 Prozent der Bevölkerung spanischer oder lateinamerikanischer Abstammung. 
28,6 Prozent der Bevölkerung waren unter 18 Jahre alt, 60,1 Prozent waren zwischen 18 und 64 und 11,3 Prozent waren 65 Jahre oder älter. 50,1 Prozent der Bevölkerung war weiblich.
Das mittlere jährliche Einkommen eines Haushalts lag bei 65.000 USD. Das Pro-Kopf-Einkommen betrug 24.907 USD. 5,5 Prozent der Einwohner lebten unterhalb der Armutsgrenze.

## Ortschaften in der Town of Harmony
Neben Streubesiedlung existieren in der Town of Harmony noch folgende gemeindefreie Siedlungen:
- Newton
- Romance